# Agave attenuata

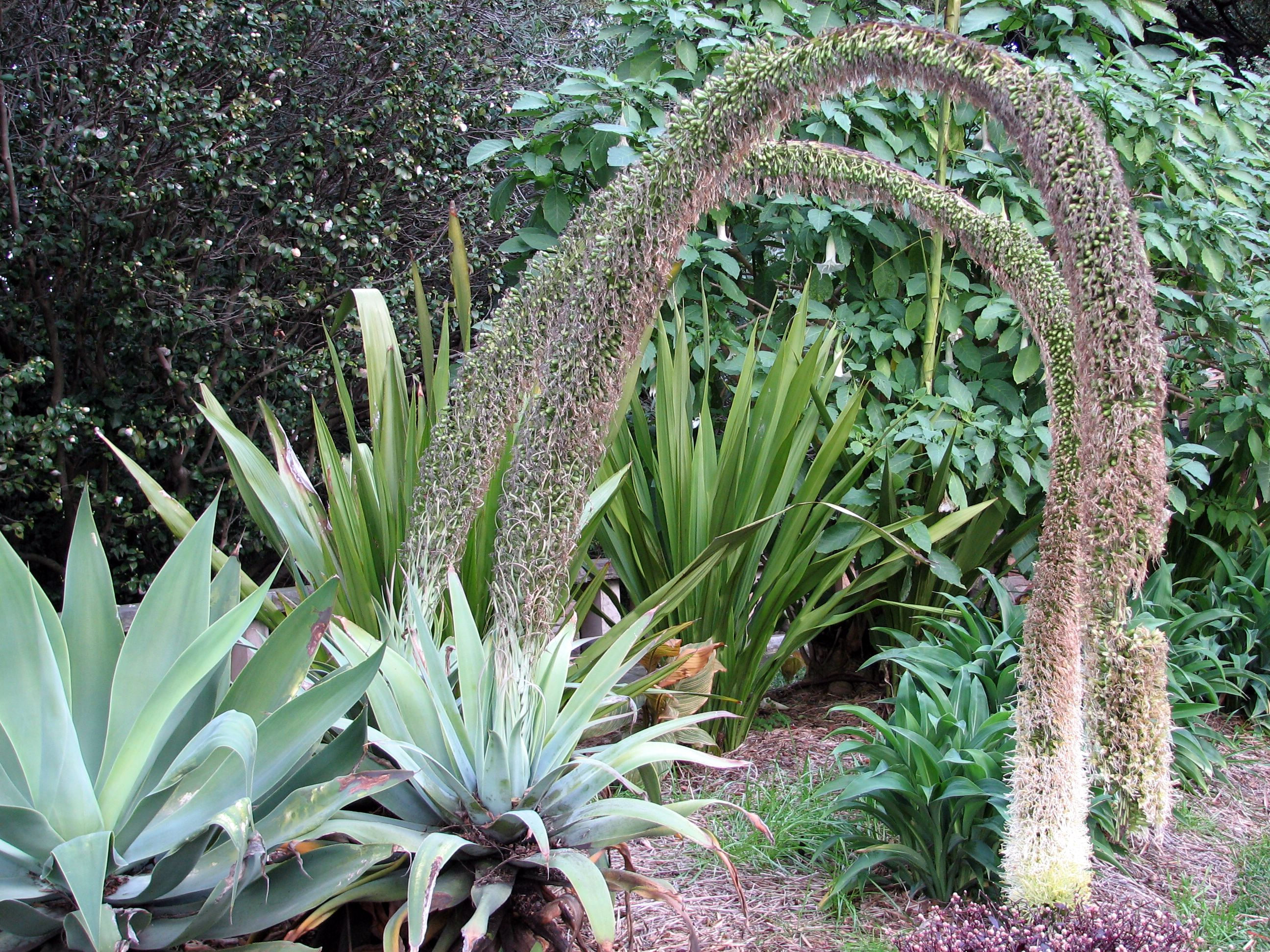
Inflorescència

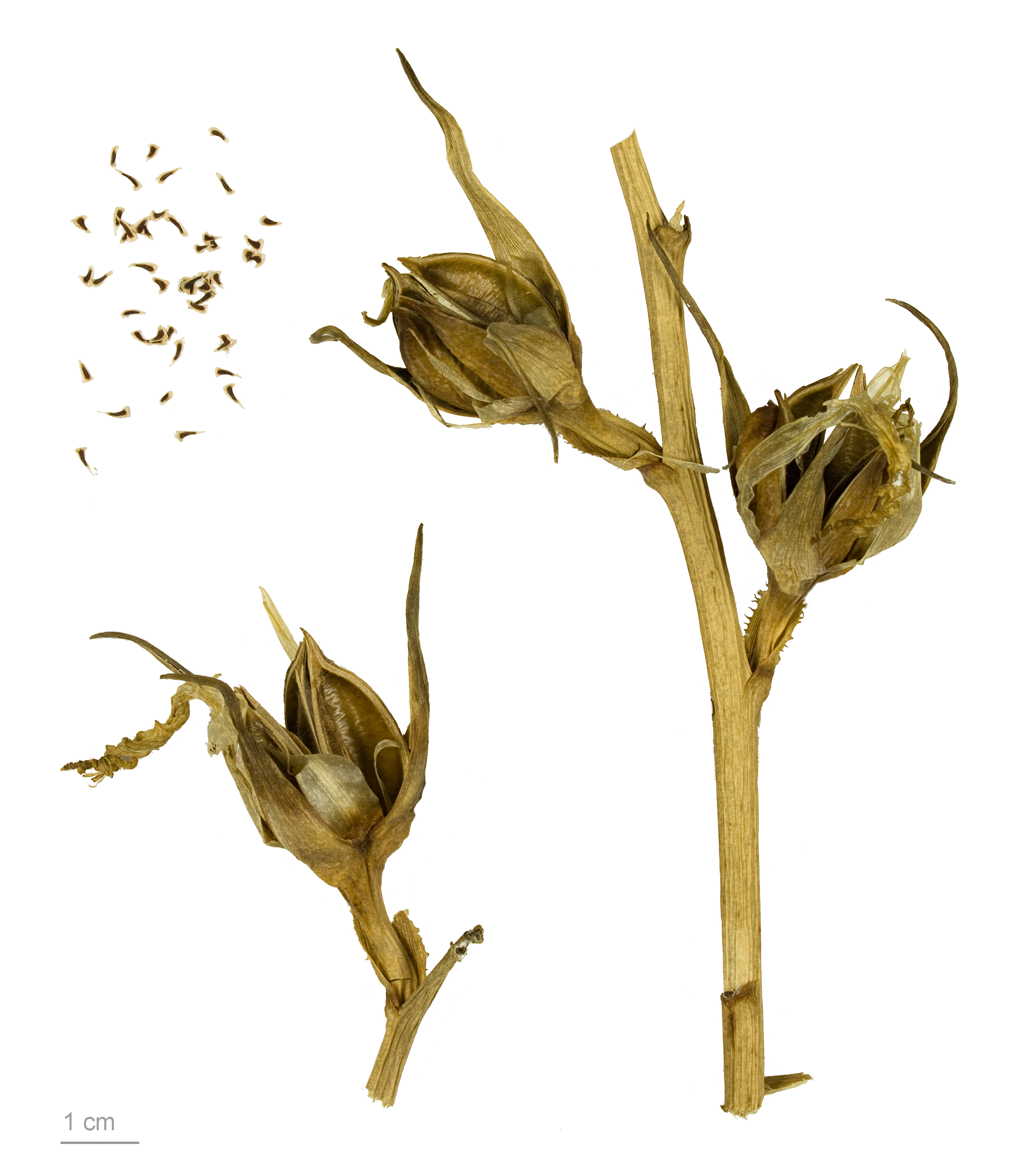
Agave attenuata

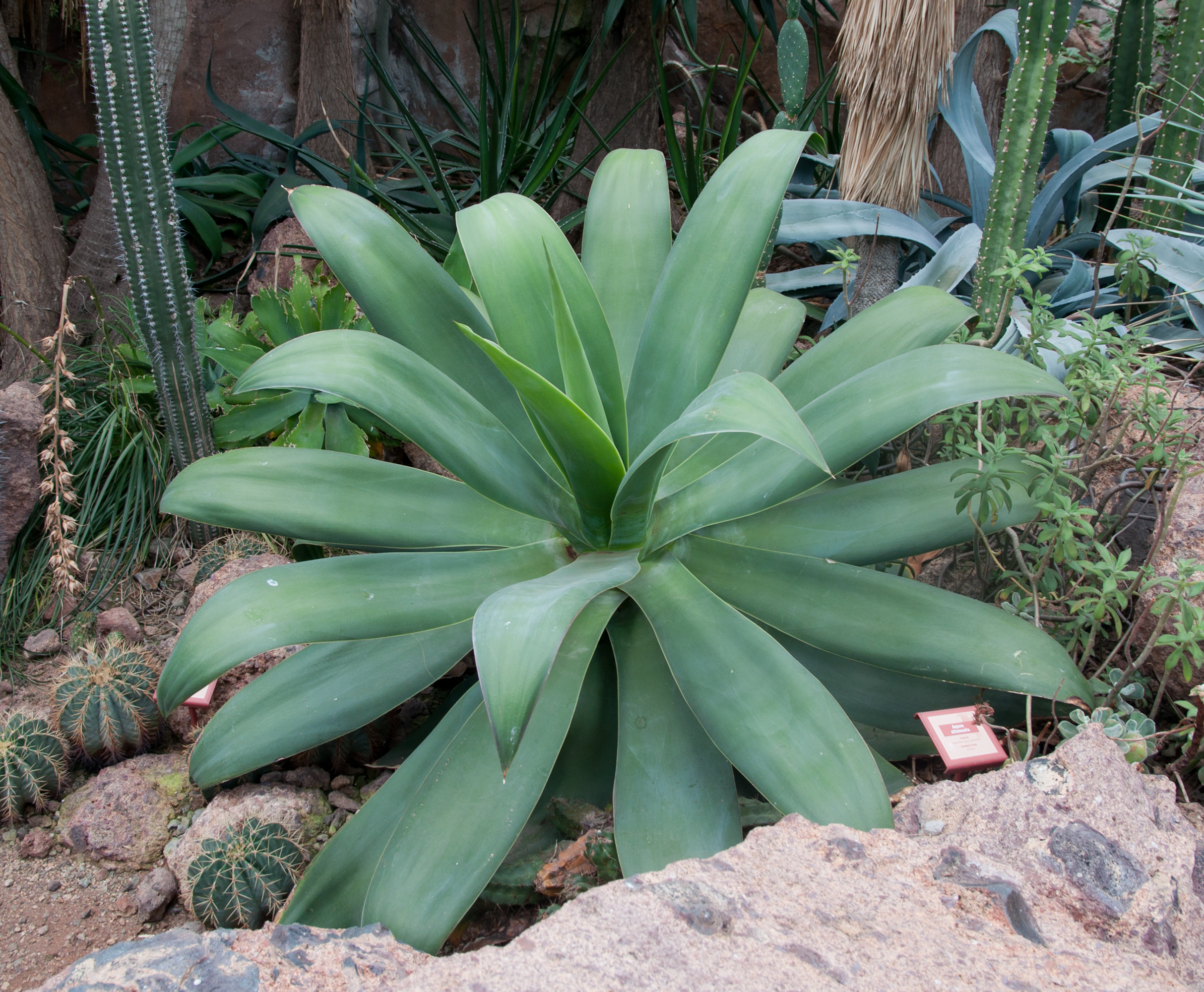
Vista de la planta

La col (Agave attenuata), és una espècie de planta suculenta de la família de les Asparagàcies. Un espècimen silvestre d'aquesta espècie va ser enviat als Jardins Botànics de Kew (Anglaterra) per l'explorador Henri Guillaume Galeotti el 1834, des d'un lloc sense especificar del centre de Mèxic. Estudis recents l'han localitzat a Jalisco, a l'est de l'Estat de Mèxic, a petits turons amb alçades de 1.900 a 2.500 msnm. No obstant, s'han trobat molt pocs exemplars, pel que es considera que és una espècie d'Agave molt estranya en estat silvestre. És molt popular com a planta ornamental.
Les seves tiges arriben a mesurar de 50 a 150 cm de longitud. Eventualment les seves fulles velles cauen, deixant-lo nu i visible. Les fulles són ovades, acuminades, de 70 cm de longitud i d'entre 12 i 16 cm d'ample, de color gris a groc verdós, i pàl·lides. La inflorescència és un raïm dens de 2,5 a 3 m d'alçada, amb flors de color groc verdós.

## Taxonomia
Agave attenuata va ser descrita per Joseph de Salm-Reifferscheidt-Dyck i publicada a Hortus Dyckensis ou Catalogue des Plantes ... 7: 303. 1834.

### Etimologia
- Agave: nom genèric que va ser donat a conèixer científicament el 1753 pel naturalista suec Linné, qui va agafar-lo del grec "Agavos". A la mitologia grega, Agave era una mènada filla de Cadme, rei de Tebes que, enfront d'una multitud de bacants, va assassinar al seu fill Penteu, successor de Cadme al tron. La paraula "agave" fa referència, doncs, a una cosa admirable o noble.[6]
- attenuata: epítet llatí que significa "dèbil".[7]

#### Sinonímia
- Agave attenuata subsp. attenuata
- Agave attenuata var. compacta Jacobi
- Agave attenuata var. latifolia Salm-Dyck ex A.Terracc.
- Agave attenuata var. paucibracteata Trel.
- Agave attenuata var. subundulata Jacobi
- Agave cernua A.Berger
- Agave glaucescens Hook.
- Ghiesbreghtia mollis Roezl[8]